# Торнавенто (Варезе)
Торнавенто је насеље у Италији у округу Варезе, региону Ломбардија.
Према процени из 2011. у насељу је живело 564 становника. Насеље се налази на надморској висини од 197 м.